# Tour de France für Automobile 1974

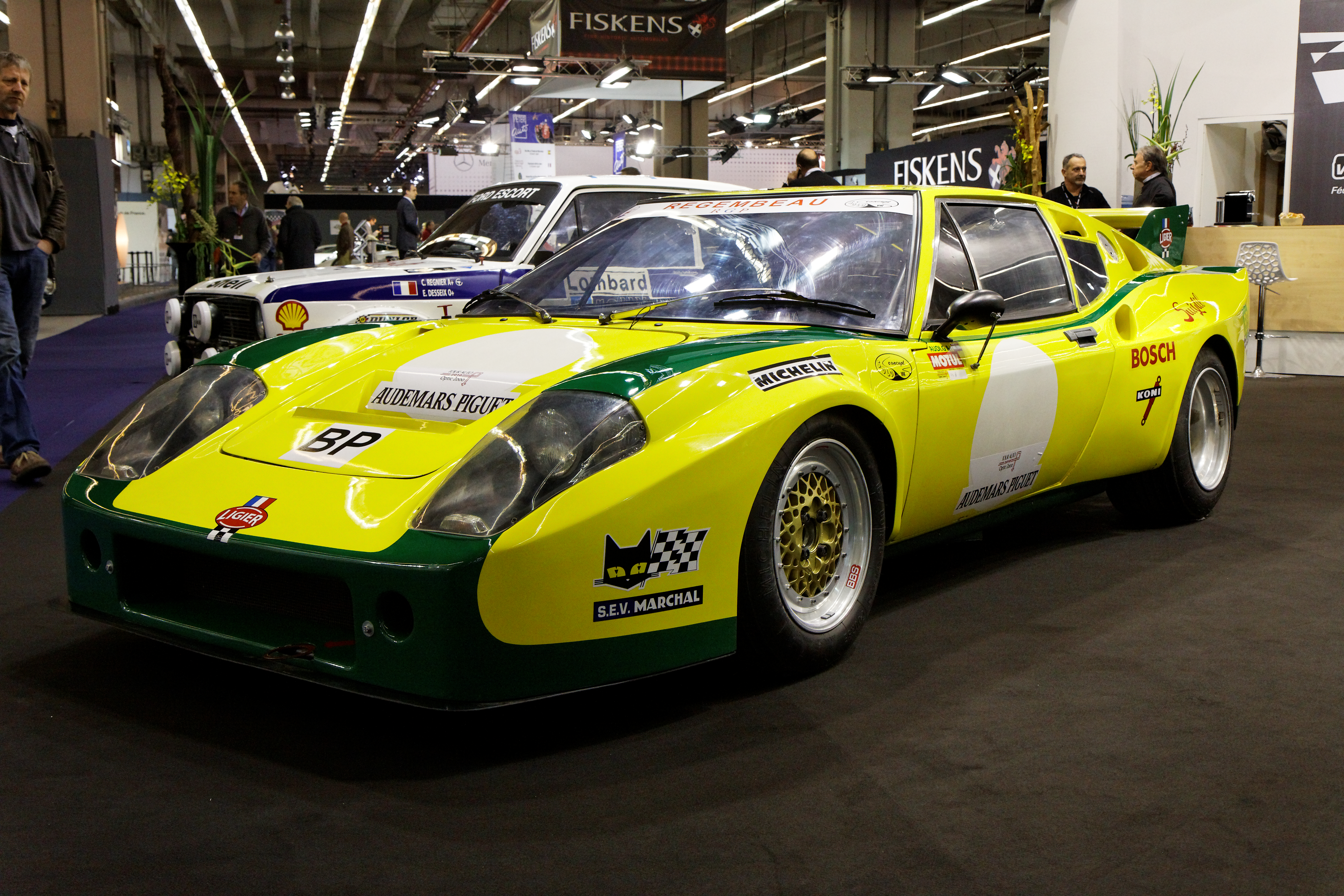
Ligier JS2 mit Maserati-V6-Motor; Siegerwagenmodell von Gérard Larrousse, Jean-Pierre Nicolas und Johnny Rives

Die Tour de France für Automobile 1974, auch Tour de France, wurde als Etappenrennen für Automobile vom 13. bis 21. September in Frankreich ausgetragen.

## Das Rennen
Erstmals wurde 1974 bei der Tour Auto, analog zum Radrennen, ein Prolog bestritten, um die Startreihenfolge festzulegen. Allerdings war der Prolog der Autorennfahrer 145 km lang und beinhaltete, nach dem Start in Tabres, auch eine Bergprüfung auf den Col du Tourmalet. Auch das Rennen selbst nahm in Tarbes seinen Anfang und führte über sechs Etappen und die Orte Deauville, Troyes, Dijon, Vichy und Rodez nach Nizza. Die Streckenlänge wurde massiv verkürzt und umfasste 3526 km. Von den 87 Startern erreichten nach acht Renntagen 42 das Ziel. Von den 14 Wertungsprüfungen wurden sieben als Rundstreckenrennen auf den Rennpisten von Nogaro, Le Mans, Croix-enTernois, Dijon, Magny-Cours, Clermont-Ferrand, Karland und Le Castellet ausgefahren.
Das Rennen entwickelte sich zu einem Zweikampf der Werks-Lancia Stratos gegen zwei Werks-Ligier JS2. Nach dem Ausfall des lange in Führung liegenden Vorjahressiegers Sandro Munari, gab es einen Ligier-Doppelsieg. Die Damewertung gewann Marianne Hoepfner auf einer Alpine A310, die mit ihrer Copilotin Marie Laurent 13. der Gesamtwertung wurde.

## Ergebnisse

### Schlussklassement
| 1           | Gr.4/5 | 139 | Automobiles Ligier | Gérard Larrousse Jean-Pierre Nicolas Johnny Rives   | Ligier JS2           |  |
| 2           | Gr.4/5 | 140 | Automobiles Ligier | Bernard Darniche Jacques Jaubert                    | Ligier JS2           |  |
| 3           | Gr.4/5 | 137 |                    | Jean-Claude Andruet Michèle Espinosi-Petit          | Lancia Stratos       |  |
| 4           | Gr.4/5 | 133 |                    | Jacques Henry Maurice Gélin                         | Porsche Carrera RSR  |  |
| 5           | Gr.4/5 | 132 |                    | Claude Ballot-Léna Jean-Claude Morénas              | Porsche Carrera RSR  |  |
| 6           | Gr.4/5 | 128 |                    | Jacques Alméras Serge Mas                           | Porsche Carrera RSR  |  |
| 7           | Gr.3   | 100 |                    | Guy Chasseuil Christian Baron                       | Porsche Carrera RS   |  |
| 8           | Gr.4/5 | 122 |                    | Sergio Barbasio Piero Sodano Fulvio Bacchelli       | Fiat-Abarth X1/9     |  |
| 9           | Gr.3   | 109 |                    | Jean-Claude Lagniez Raimbault                       | Porsche Carrera RS   |  |
| 10          | Gr.3   | 97  |                    | Christian Poirot Francis Roussely                   | Porsche 911E         |  |
| 11          | Gr.4/5 | 117 |                    | M. Alibelli Franz Hummel                            | Alpine A110 1600 VB  |  |
| 12          | Gr.3   | 104 |                    | Jean-Marie Alméras Serge Mas Treneule               | Porsche Carrera RS   |  |
| 13          | Gr.4/5 | 116 |                    | Marianne Hoepfner Marie Laurent                     | Alpine A310          |  |
| 14          | Gr.3   | 99  |                    | Anne-Charlotte Verney Marie-Madeleine Fouquet       | Porsche Carrera RS   |  |
| 15          | Gr.4/5 | 118 |                    | De Libran Beffara                                   | Alpine A110 1600 VB  |  |
| 16          | Gr.1   | 22  |                    | Francis Vincent Jacques Delaval                     | Alfa Romeo GTV       |  |
| 17          | Gr.2   | 55  |                    | Bernard Coutmeur J. Betry                           | Renault R12          |  |
| 18          | Gr.3   | 93  |                    | Michèle Mouton Mme. Arrii                           | Alpine A110 1600 SC  |  |
| 19          | Gr.3   | 96  |                    | Pierre Lelong Danger                                | Porsche 911 Carrera  |  |
| 20          | Gr.1   | 29  |                    | René Tricot René-Claude Herren                      | Opel Commodore GS/E  |  |
| 21          | Gr.2   | 71  |                    | Pierre Bos Stahl                                    | BMW 2002 Ti          |  |
| 22          | Gr.1   | 24  |                    | Oger Michel Bienvault                               | Alfa Romeo GTV       |  |
| 23          | Gr.2   | 80  |                    | „Archy“ Ravaze                                      | Opel Commodore GS/E  |  |
| 24          | Gr.2   | 64  |                    | Jean-Pierre Wielemans J. Beckers                    | Alfa Romeo GTV       |  |
| 25          | Gr.3   | 92  |                    | Zapp Cardelli                                       | Alpine A110 1600 SC  |  |
| 26          | Gr.3   | 90  |                    | Mertens Grillot                                     | Alpine A110 1600 SC  |  |
| 27          | Gr.1   | 12  |                    | Corinne Tarnaud Corinne Koppenhague Mme. Hoube      | Alfa Romeo GTV       |  |
| 28          | Gr.3   | 91  |                    | Labrousse Jean-Charles Trouillet Jean-Pierre Urviez | Alpine A110 1600 SC  |  |
| 29          | Gr.1   | 10  |                    | Georges Bonnet Pouze                                | Alfa Romeo GTV       |  |
| 30          | Gr.2   | 42  |                    | Jean-Paul Moreau Dreyer                             | Simca Rallye II      |  |
| 31          | Gr.2   | 53  |                    | Gauclere Chazot                                     | Renault R12          |  |
| 32          | Gr.1   | 18  |                    | Courson de Broca                                    | Alfa Romeo GTV       |  |
| 33          | Gr.2   | 85  |                    | Raymond Pontier Bonnafous Treneule                  | BMW 3.0 CSi          |  |
| 34          | Gr.1   | 15  |                    | Andre Reboul Dujardin                               | Alfa Romeo GTV       |  |
| 35          | Gr.2   | 66  |                    | Georges Houel Bernard Lagier J. Y. Goasdoue         | Lancia Fulvia        |  |
| 36          | Gr.1   | 7   |                    | Troncal Lacorre Fournial                            | Fiat 128 Sport Coupé |  |
| 37          | Gr.1   | 23  |                    | Anna Cambiaghi Francesca Lurani                     | Alfa Romeo 2000 GTV  |  |
| 38          | Gr.3   | 89  |                    | Fredez Mme. Fredez                                  | Alpine A110 1600     |  |
| 39          | Gr.2   | 74  |                    | „Patou“ Plas                                        | Ford Capri RS        |  |
| 40          | Gr.2   | 43  |                    | Patrick Lelong Hermel                               | Simca Rallye II      |  |
| 41          | Gr.2   | 65  |                    | Terrasse Babillot                                   | Alfa Romeo GTV       |  |
| 42          | Gr.1   | 5   |                    | Dumez Baudet                                        | Simca Rallye II      |  |
| Ausgefallen |        |     |                    |                                                     |                      |  |
| 43          | Gr.3   | 98  |                    | Alain Flotard Choay                                 | Porsche 911 Carrera  |  |
| 44          | Gr.4/5 | 123 |                    | Giorgio Pianta Francesco Rossetti                   | Fiat-Abarth X1/9     |  |
| 45          | Gr.4/5 | 112 |                    | Maurice Nussbaumer                                  | Alpine A110 1600S    |  |
| 46          | Gr.1   | 37  |                    | Pierre Maublanc Salvator Orlando                    | BMW 3.0 CSi          |  |
| 47          | Gr.4/5 | 129 |                    | Guy Gentis Bernard Poizat                           | Porsche Carrera RSR  |  |
| 48          | Gr.4/5 | 114 |                    | Christine Dacremont “Ganaelle”                      | Alpine A110 1800     |  |
| 48          | Gr.2   | 76  |                    | Bonnamour                                           | Ford Capri RS 2600   |  |
| 49          | Gr.3   | 105 |                    | Gérard Darton-Merlin Lucien Nageotte                | Porsche Carrera RS   |  |
| 50          | Gr.2   | 47  |                    | Michele Vallet Vallet                               | Fiat 128 Sport Coupé |  |
| 51          | Gr.1   | 3   |                    | Perriere Jean Belliard Thierry Perrier              | Simca 1000 Rallye II |  |
| 52          | Gr.4/5 | 124 |                    | Christine Beckers Martine de la Grandrive           | Fiat-Abarth X1/9     |  |
| 53          | Gr.3   | 106 |                    | Gérard Méo Mejean                                   | Porsche Carrera RS   |  |
| 54          | Gr.2   | 57  |                    | Jean-Pierre Rouget Jean-Claude Lefèbvre             | Ford Escort RS 1600  |  |
| 55          | Gr.4/5 | 131 |                    | Bob Wollek Ajoulet                                  | Porsche Carrera RSR  |  |
| 56          | Gr.2   | 58  |                    | Sainpy Gibault                                      | Ford Escort RS 1600  |  |
| 57          | Gr.1   | 30  |                    | Jean-Pierre Barailler Pantalacci                    | Opel Commodore GS/E  |  |
| 58          | Gr.1   | 33  |                    | Bruno Saby Toujan                                   | Opel Commodore GS/E  |  |
| 59          | Gr.4/5 | 119 |                    | „L' Algérien“ Coppier                               | Alpine A110          |  |
| 60          | Gr.4/5 | 136 | Lancia             | Sandro Munari Mario Manucci                         | Lancia Stratos       |  |
| 61          | Gr.1   | 1   |                    | Audibert Lavredine                                  | Simca 1000 Rallye II |  |
| 62          | Gr.1   | 2   |                    | Bastien Guerillot                                   | Simca 1000 Rallye II |  |
| 63          | Gr.1   | 4   |                    | Bouquet Mougin                                      | Simca 1000 Rallye II |  |
| 64          | Gr.1   | 14  |                    | Duclos Favre                                        | Alfa Romeo 2000 GTV  |  |
| 64          | Gr.1   | 16  |                    | Roux Ferrato                                        | Alfa Romeo 2000 GTV  |  |
| 65          | Gr.1   | 19  |                    | Hofmann Listoella                                   | Alfa Romeo 2000 GTV  |  |
| 66          | Gr.1   | 21  |                    | Jean-Claude Lafon Vilette                           | Alfa Romeo 2000 GTV  |  |
| 67          | Gr.1   | 25  |                    | Leude                                               | BMW 2002 Ti          |  |
| 68          | Gr.1   | 28  |                    | Gagoreu Dreux                                       | Citroën SM           |  |
| 69          | Gr.1   | 36  |                    | Dirang Rich                                         | BMW 3.0 CSi          |  |
| 70          | Gr.1   | 39  |                    | Viale Albertini                                     | Chevrolet Camaro Z28 |  |
| 71          | Gr.2   | 48  |                    | Laurent Marche Mme. Laurent                         | DAF 66               |  |
| 72          | Gr.2   | 54  |                    | Gautire Cavalie Lhomme                              | Renault 12           |  |
| 73          | Gr.2   | 61  |                    | Pierre Portier Jean-Marie Jacquemin                 | Opel Ascona          |  |
| 74          | Gr.2   | 63  |                    | Roland Imbert Renier                                | Alfa Romeo 2000 GTV  |  |
| 75          | Gr.2   | 68  |                    | Claude Buchet Raymond Julien                        | Mazda RX-3           |  |
| 76          | Gr.2   | 70  |                    | Lion Audouard                                       | BMW 2002 Ti          |  |
| 77          | Gr.2   | 75  |                    | „O. Barden“ Marcel Grue                             | Ford Capri RS 2600   |  |
| 78          | Gr.2   | 77  |                    | Catherineau Liesta Lannefranque                     | Ford Capri RS 2600   |  |
| 79          | Gr.2   | 78  |                    | Dominique Fornage Fornage Sageste                   | Ford Capri RS 2600   |  |
| 80          | Gr.2   | 81  |                    | Thierry Lejeune Jean-Pierre Delaunay                | Opel Commodore GS/E  |  |
| 81          | Gr.2   | 82  |                    | Bancal Aouate                                       | Opel Commodore GS/E  |  |
| 82          | Gr.2   | 84  |                    | Beltramelli Bardot                                  | BMW 2002 Turbo       |  |
| 83          | Gr.3   | 88  |                    | Favre Marin                                         | Alpine A110 1600S    |  |
| 84          | Gr.4/5 | 109 |                    | „Tchine“ David                                      | Jidé                 |  |
| 85          | Gr.4/5 | 110 |                    | Patisson Lesault                                    | Alpine A110          |  |
| 86          | Gr.4/5 | 111 |                    | Mounal Laplanche                                    | Alpine A110 1600S    |  |
| 87          | Gr.4/5 | 113 |                    | „Charlotte“ Champailler                             | Alpine A110 1800     |  |

### Nur in der Meldeliste
Hier finden sich Teams, Fahrer und Fahrzeuge die ursprünglich für das Rennen gemeldet waren, aber aus den unterschiedlichsten Gründen daran nicht teilnahmen.
| Pos. | Klasse | Nr. | Team | Fahrer                                    | Chassis             |
| ---- | ------ | --- | ---- | ----------------------------------------- | ------------------- |
| 88   | Gr.1   | 11  |      | M. Righetto Larreta                       | Alfa Romeo 2000 GTV |
| 89   | Gr.1   | 20  |      | Bernard Béguin                            | Alfa Romeo 2000 GTV |
| 90   | Gr.1   | 34  |      | „L' Algérien“                             | Opel Commodore GSE  |
| 91   | Gr.2   | 44  |      | Marie-Louis Mermod Arnaud                 | Simca 1000 Rallye 2 |
| 92   | Gr.2   | 45  |      | Faugeras Poulos                           | Simca 1000 Rallye 2 |
| 93   | Gr.2   | 51  |      | Claude Holvoet Emile Holvoet              | Toyota Celica       |
| 94   | Gr.2   | 60  |      | Christian Poirot Pierrot                  | Opel Ascona         |
| 95   | Gr.4/5 | 120 |      | Jean-François Piot                        | Renault 17 Proto    |
| 96   | Gr.4/5 | 127 |      | Jean-Louis Chateau Augoulet               | Porsche Carrera RSR |
| 97   | Gr.4/5 | 135 |      | Emilio Paleari Mauro Pregliasco Garzoglio | Lancia Stratos      |

### Klassensieger
| Klasse | Fahrer           | Fahrer              | Fahrer       | Fahrzeug           | Platzierung im Gesamtklassement |
| ------ | ---------------- | ------------------- | ------------ | ------------------ | ------------------------------- |
| Gr.4/5 | Gérard Larrousse | Jean-Pierre Nicolas | Johnny Rives | Ligier JS2         | Gesamtsieg                      |
| Gr.3   | Guy Chasseuil    | Christian Baron     |              | Porsche Carrera RS | Rang 7                          |
| Gr.2   | Bernard Cotmeur  | J. Betry            |              | Renault R12        | Rang 17                         |
| Gr.1   | Francis Vincent  | Jacques Delaval     |              | Alfa Romeo GTV     | Rang 16                         |

### Renndaten
- Gemeldet: 97
- Gestartet: 87
- Gewertet: 42
- Rennklassen: 4
- Zuschauer: unbekannt
- Wetter am Renntag: unbekannt
- Streckenlänge: unbekannt
- Fahrzeit des Siegerteams: unbekannt
- Gesamtrunden des Siegerteams: keine
- Gesamtdistanz des Siegerteams: unbekannt
- Siegerschnitt: unbekannt
- Pole Position: keine
- Schnellste Rennrunde: keine
- Rennserie: 8. Lauf der GT-Europa-Meisterschaft 1974